# Rackejaurselet
Rackejaurselet är ett sel i Skäppträskån i Malå kommun i Lappland. Skäppträskån ingår i Skellefteälvens huvudavrinningsområde. Selet har en area på 0,177 kvadratkilometer och ligger 249,6 meter över havet. 

## Delavrinningsområde
Rackejaurselet ingår i delavrinningsområde (722913-165701) som SMHI kallar för Inloppet i 722819-165811. Medelhöjden är 276 meter över havet och ytan är 8,44 kvadratkilometer. Räknas de 21 avrinningsområdena uppströms in blir den ackumulerade arean 417,07 kvadratkilometer. Skäppträskån som avvattnar avrinningsområdet har biflödesordning 3, vilket innebär att vattnet flödar genom totalt 3 vattendrag innan det når havet efter 124 kilometer. Avrinningsområdet består mestadels av skog (91 procent). Avrinningsområdet har 0,23 kvadratkilometer vattenytor vilket ger det en sjöprocent på 2,7 procent.